# Merosargus stigmaticus
Merosargus stigmaticus är en tvåvingeart som först beskrevs av Lindner 1949.  Merosargus stigmaticus ingår i släktet Merosargus och familjen vapenflugor. Inga underarter finns listade i Catalogue of Life.